# Ричвуд (Тексас)
Ричвуд (енгл. Richwood) град је у америчкој савезној држави Тексас. По попису становништва из 2010. у њему је живело 3.510 становника.

## Демографија
Према попису становништва из 2010. у граду је живело 3.510 становника, што је 498 (16,5%) становника више него 2000. године.
| Група             | 2000.         | 2010.         |
| Белци             | 2.003 (66,5%) | 1.862 (53,0%) |
| Афроамериканци    | 256 (8,5%)    | 290 (8,3%)    |
| Азијати           | 15 (0,5%)     | 46 (1,3%)     |
| Хиспаноамериканци | 704 (23,4%)   | 1.246 (35,5%) |
| Укупно            | 3.012         | 3.510         |